# Heinz Piper
Pour les articles homonymes, voir Piper.
Heinz Piper (né le 4 mars 1908, mort en février 1972 à Hambourg) est un acteur et  animateur de télévision allemand.

## Biographie
Après une formation de comédien, il fait ses débuts au cinéma dans L'Étudiant pauvre en 1936. En 1938, lors des premiers essais de transmission de la télévision en Allemagne, il est le premier présentateur des programmes.
Après la Seconde Guerre mondiale, il reprend sa carrière. Il joue cependant davantage dans des théâtres de Hambourg et pour la radio.
Il se fait connaître davantage du grand public grâce à la télévision. Piper anime le concours de sélection de la chanson de l'Allemagne au Concours Eurovision de la chanson 1956. Il est le narrateur des sketchs de Dinner for One en 1963.
Son fils Tommi Piper est également acteur.

## Filmographie
Cinéma
- 1936 : L'Étudiant pauvre
- 1937 : Liebe kann lügen
- 1937 : Die Korallenprinzessin
- 1938 : Les étoiles brillent
- 1952 : Der Weg zu Dir
- 1953 : Martin Luther
- 1955 : Buch der Bücher
- 1958 : Grabenplatz 17
- 1959 : Der Mann, der sich verkaufte (de)

Télévision
- 1963 : Dinner for One
- 1964 : Hafenpolizei – Das Geheimversteck
- 1965 : Die Bräute meiner Söhne
- 1966 : Hafenpolizei – Die neue Spur
- 1968 : Affäre Dreyfuss
- 1969 : Aus dem Alltag in der DDR
- 1970 : La Journaliste

## Source de la traduction
- (de) Cet article est partiellement ou en totalité issu de l’article de Wikipédia en allemand intitulé « Heinz Piper » (voir la liste des auteurs).